# IJmuiden-West
IJmuiden-West is een wijk in IJmuiden, gelegen in de Nederlandse gemeente Velsen. Het gebied IJmuiden-West wordt voor een belangrijk deel bepaald door het havencomplex en de daaraan gekoppelde industriële activiteiten. In IJmuiden-West liggen tevens de Sluizen van IJmuiden.

## Oud-IJmuiden
In IJmuiden-West ligt ook Oud-IJmuiden, het woongebied van IJmuiden-West. Oud-IJmuiden is ontstaan als gevolg van het graven van het Noordzeekanaal. De gravers hebben zich in dit gebied gevestigd na het gereedkomen van de doorgang naar Amsterdam. Oud-IJmuiden is door de aanwezigheid van de (oude) spoorlijn duidelijk gescheiden van het latere 'nieuwe' IJmuiden. De oostzijde van Oud-IJmuiden fungeert voornamelijk als woongebied. Aan de westzijde vinden we naast woningen, diverse bedrijven en horeca.
Op dit moment wordt in het kader van het project Stad & Milieu gezocht naar mogelijkheden om de leefkwaliteit in Oud-IJmuiden te verbeteren.

### Nieuwbouw
Momenteel is men in Oud-IJmuiden bezig met een grootschalig nieuwbouwproject. Er komen enkele honderden woningen bij. Tevens zal er een commercieel plein worden aangelegd tegenover het Thalia Theater. Dit moet het hart van de nieuwe wijk worden.